# مژگان کلهر
مژگان کلهر، ویراستار، نویسنده و مترجم ادبیات کودکان و نوجوانان است.

## زندگی
مژگان کلهر ویراستار، نویسنده و مترجم ادبیات کودک و نوجوان، سال ۱۳۵۰ در تهران زاده شد. وی در رشتهٔ مترجمی زبان انگلیسی، تحصیل کرده‌است. مژگان کلهر از ویراستاران انتشارات افق و انتشارات پیدایش است. کلهر علاوه بر تألیف در حوزهٔ ادبیات کودک و نوجوان ترجمهٔ چند رمان را هم برای نوجوانان در کارنامه‌اش دارد. کتاب «هی با من دوست می‌شوی» نوشته او از سوی گروه کودک و نوجوان اسپانیا به زبان اسپانیایی منتشر شده‌است؛ این کتاب نخستین اثر مژگان کلهر است که به زبان اسپانیایی منتشر می شود.

## آثار

### بعضی ازتألیفات او
- دختری با روبان سفید، تصویرگر پژمان رحیمی‌زاده، کانون پرورش فکری کودکان و نوجوانان، ۱۳۹۵
- گریه نکن نی‌نی مامانی، تصویرگر علی جهانشاهی، شهر قلم، ۱۳۹۲
- وقت خوابه، تصویرگر علی جهانشاهی، شهر قلم، ۱۳۹۲
- آفتاب و عزیز خانم، انتشارات همشهری، [۷]۱۳۹۲
- هی با من دوست می‌شوی، تصویرگر ندا عظیمی، کانون پرورش فکری کودکان و نوجوانان، ۱۳۸۸
- کسی که موهایم را شانه زد، کانون پرورش فکری کودکان و نوجوانان، ۱۳۸۶
- جیرک و جورک در تابستان، مژگان کلهر، آتوسا صالحی، تصویرگر بیژن میر باقری، نشر مرکز، کتاب مریم،۱۳۷۸
- نامه‌ای از آسمان الفبای زبان خدا، مژگان کلهر، بیوک ملکی، تصویرگر علی خدایی، انتشارات پیدایش، ۱۳۷۸
- کلاغ‌ها نمی‌پرند، نشر گل،  ۱۳۷۲
- به آینه نگاه نمی کنم نشر پیدایش ۱۳۸۹

### بعضی ازترجمه های او
- هنری زلزله و عشق فوتبال، فرانچسکا سایمون، نشر افق، ۱۳۸۸
- هنری زلزله در جشن تولد، فرانچسکا سایمون، نشر افق، ۱۳۸۸
- هنری زلزله و ماشین زمان، فرانچسکا سایمون، نشر افق، ۱۳۸۸
- دیزی و دردسرهای بچه گربه ها، گیزگری، انتشارات پیدایش ۱۳۹۲
- گونی برد و جشن مدرسه، لوئیس لوری، انتشارات پنجره، ۱۳۹۲
- دروغگو و جاسوس، نشر افق
- باهوش؛ کیم اسلیتر، نشر افق، ۱۳۹۶

## جوایز
- برنده جایزه سروش نوجوان برای کتاب کلاغ ها نمی‌پرند.
- برنده جایزه پروین اعتصامی برای کتاب کسی که موهایم را شانه زد.
- نامه‌ای از آسمان برگزیده کتاب سال کانون پرورش فکری کودکان و نوجوانان.